# Reserva de la Biosfera de Río Plátano
La Reserva de la Biosfera de Rio Plátano està localitzada al riu Plátano a la Mosquitia la regió de la costa del Carib d'Hondures. Aquesta reserva ha estat declarada Patrimoni de la Humanitat i Reserva de la Biosfera per la UNESCO, l'any 1980. La reserva abasta tant les muntanyes com les terres baixes de selva tropical, plena de flora i fauna diversa, en què almenys 2000 indígenes continuen vivint de la seva manera tradicional.
L'any 1996 la reserva va passar a la categoria de Patrimoni de la Humanitat en perill, que li va ser retirada l'any 2007. No obstant això els seus valors ambientals i culturals són amenaçats per, una pobra gestió ambiental, la colonització per rompre nous terrenys agrícoles i les tales il·legals. Aquestes causes, van fer que el Govern d'Hondures demanés la seva inclusió per segona vegada a la llista de Patrimoni de la Humanitat en perill l'any 2011. Hi ha, així mateix, un projecte de central hidroelèctrica.